# Better than You
Singles de Metallica
Fuel
(1998) Turn the Page
(1998)
Better than You est la cinquième piste de l'album ReLoad de Metallica. La chanson gagna en 1999 le Grammy Award de la Meilleure Performance Metal ; elle fut la quatrième récompense du groupe dans cette catégorie. Le thème lyrique pourrait être considéré comme une vue ironique sur l'arrogance. Les paroles peuvent également traiter de quelqu'un qui a l'obsession de la lutte pour être meilleur que quelqu'un d'autre.
Cette chanson n'a jamais été jouée en live dans son intégralité.